# Dorycnium strictum
Dorycnium strictum är en ärtväxtart som först beskrevs av Fisch. och Carl Anton von Meyer, och fick sitt nu gällande namn av Per Lassen. Dorycnium strictum ingår i släktet Dorycnium och familjen ärtväxter. Inga underarter finns listade i Catalogue of Life.